# Подобие (физика)
Две и более физические системы называются подо́бными, если при их эволюции сохраняется отношение между некоторыми измеряемыми величинами, характеризующими данные системы.
Для подобных систем можно найти так называемые критерии подобия — безразмерные величины, имеющие одинаковое значение для всех систем.
Понятие физического подобия обобщает понятие подобия в геометрии.
Особенно широко принцип подобия используется в гидродинамике и в теории размерностей.